# Ulica Zielna (Varsovie)
La rue Zielna (littéralement « rue des Mauvaises Herbes » ou « rue des Herbes ») est une rue du centre-ville de Varsovie, en Pologne.
Anciennement l'une des rues principales reliant le sud du centre-ville et son nord, elle a perdu beaucoup de son importance en 1941, lorsque l'avenue voisine Marszałkowska s'est trouvée étendue à travers le Jardin de Saxe jusqu'à la place Bankowy. Au cours de l'Insurrection de Varsovie en 1944, de violents combats ont eu lieu autour du gratte-ciel PAST situé 37 rue Zielna. Le bâtiment a été pris par les forces polonaises à la suite de lourds combats.[réf. nécessaire] Après l'insurrection, l'essentiel de la rue a été complètement démoli. Après la guerre, seuls les deux bâtiments de la  société PAST (télécommunications polonaises) ont été reconstruits, tandis que le reste des ruines ont été supprimés. Actuellement, il existe des projets visant à remplir l'espace vide entre les rues Zielna et Marszałkowska avec de nouvelles constructions d'immeubles, régulièrement contestés.